# 生理年龄
生理年龄是指人生理学上的年龄特点，代表这个人的发育水平，生命活力和健康状况。生理年龄不等于实际年龄，生理年龄的高低，主要取决于个人的发育水平，生活方式和健康状况。